# Oelitsa Akademika Koroljova
Oelitsa Akademika Koroljova (Russisch: Улица Академика Королёва) is een station van de Moskouse monorail.

## Geschiedenis
De bouw van de monorail begon in het voorjaar van 2001 met een beoogd traject tussen Botanitsjeski Sad en Timirjazevskaja. Het deel van het VDNCh terrein naar het westen, waaronder Oelitsa Akademika Koroljova, zou in 2003 worden geopend. Het noordelijke deel zou later worden aangelegd maar is anno 2020 nog steeds niet gebouwd. In 2002 begon de bouw van Oelitsa Akademika Koroljova en 20 november 2004, een jaar na de oorspronkelijk beoogde datum, werd de monorail  geopend in excursie modus, dat wil zeggen een exploitatie als toeristische attractie. Reizigers konden een keer per half uur instappen bij Oelitsa Sergeja Ejzensjtejna tussen 10:00 uur en 16:00 uur. De andere stations werden alleen als uitstaphalte gebruikt. Op 10 januari 2008 werd de monorail volwaardig stadsvervoer en konden de reizigers tussen 6:50 uur en 23:00 uur in- en uitstappen op alle stations. Op 23 januari 2017 werd teruggekeerd naar de excursie modus, al kunnen de reizigers nog wel in- en uitstappen van 7:50 uur tot 20:00 uur. 

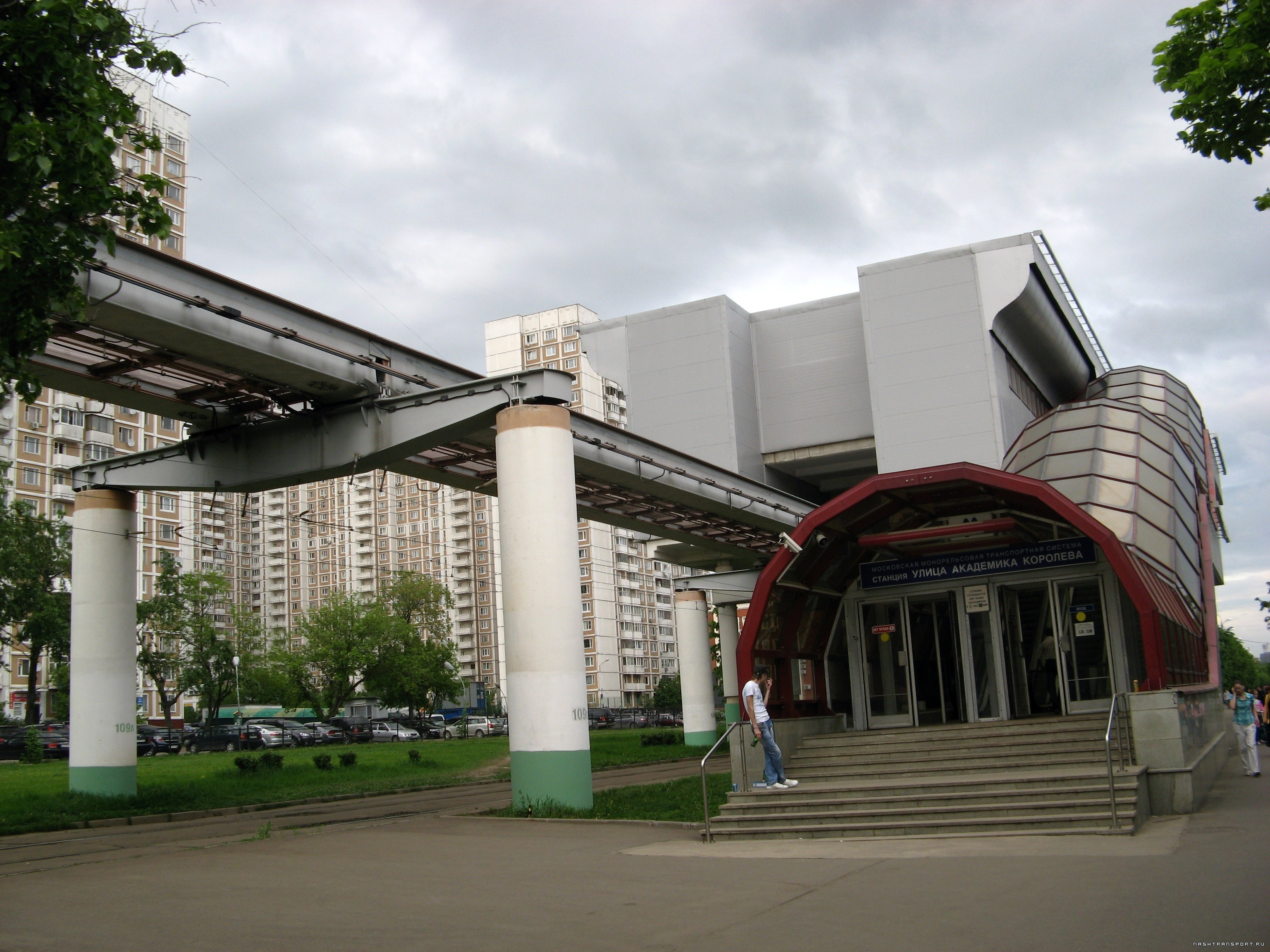
De toegang van het station
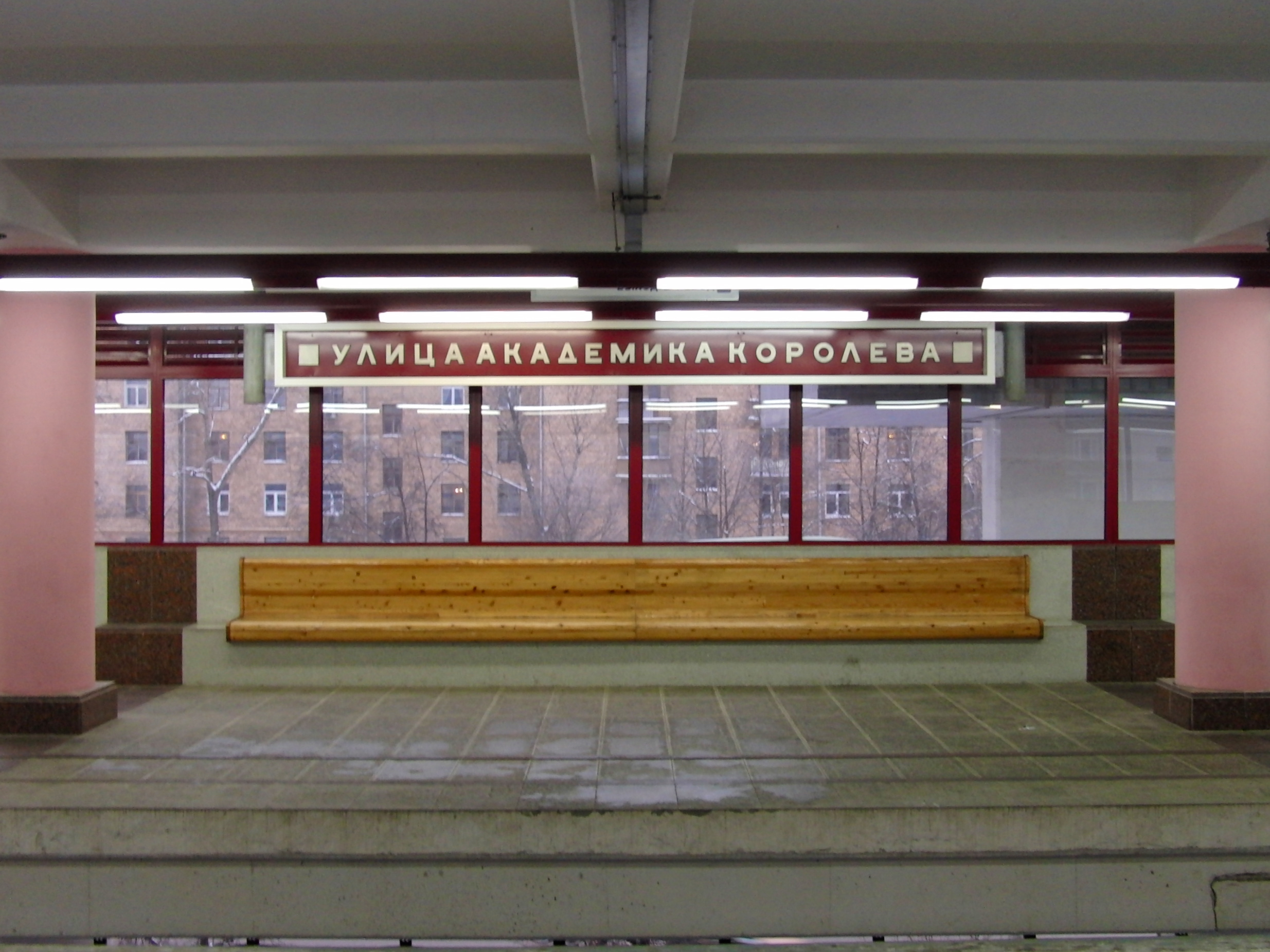
Het naambord boven een bank op het perron
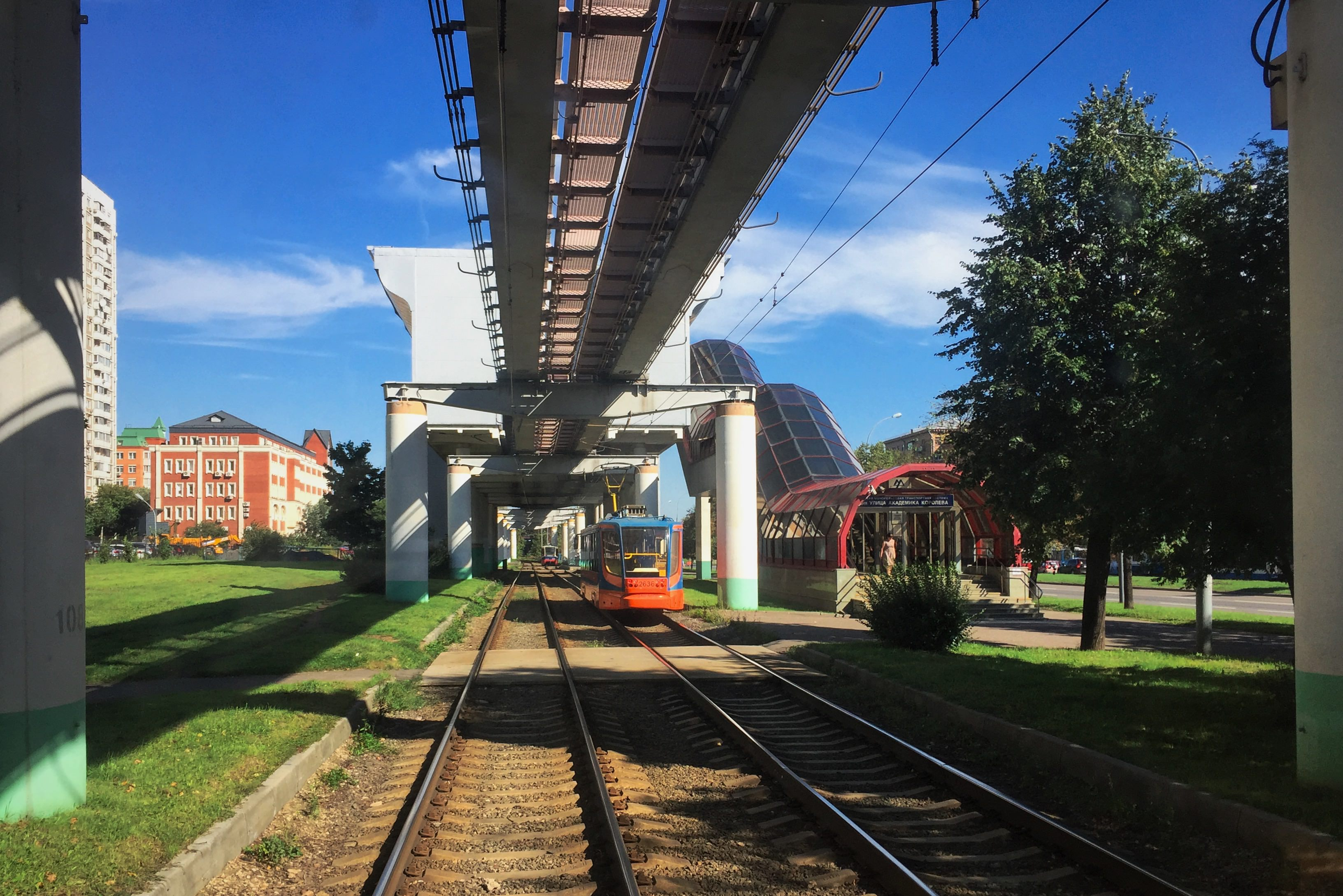
De trambaan onder de monorail

## Ligging en inrichting
De monorail is ter hoogte van het 40,15 meter lange station gebouwd boven een bestaande trambaan en in tegenstelling tot de andere monorailstations is er geen stationshal op maaiveld niveau. De 4,8 meter brede perrons liggen volledig inpandig aan de zijkant van het monorail tracé onder de verdeelhal op niveau 2. Het dak van de stationshal ligt op 12 meter boven het maaiveld. De perrons zijn met vaste trappen met de verdeelhal verbonden. De verdeelhal is met twee roltrappen en een vaste trap verbonden met de toegang op straatniveau. Reizigers kunnen hier op de tram overstappen of te voet de 800 meter noordelijker gelegen zuidingang van VDNCh bereiken.